# Aristotelia fruticosa
Aristotelia fruticosa är en tvåhjärtbladig växtart som beskrevs av Joseph Dalton Hooker. Aristotelia fruticosa ingår i släktet Aristotelia och familjen Elaeocarpaceae. Inga underarter finns listade i Catalogue of Life.